# Ourapteryx diluculum
Ourapteryx diluculum là một loài bướm đêm trong họ Geometridae.